# Nynnes dagbog
Nynnes dagbog er en dagbogsklumme af en fiktiv person ved navn Nynne, som blev løbende udgivet i Politiken. Klummen blev skrevet af journalisterne Henriette Lind, Lotte Thorsen og Anette Vestergaard. Klummen er efterfølgende blevet udgivet i bogform, hvor man følger Nynne gennem livet som single og som husmor og fraskilt. Der er blevet udgivet fire bøger i hhv. 1999, 2003, 2006 og 2010.

## Udgivelse og oprindelse
Klummen opstod i 1999, som led i Politikens weekendtillæg Liv & Stil. Den blev udarbejdet som et dansk pendant til den britiske klumme-serie Bridget Jones' Diary af Helen Fielding, udgivet i avisen The Guardian. Den første klumme om Nynne blev bragt i august 1999 og første sæson af føljetonen kørte til samme måned det efterfølgende år. Klummen henter inspiration fra forfatternes egne liv og erfaringer, og kommenterer på sin samtidskultur og politik. Oprindeligt var Henriette Lind, Lotte Thorsen og Anette Vestergaard alle krediterede som skribenter på serien, men Vestergaard forlod projektet efter første iteration. Lind og Thorsen forsatte klummen til 2010, hvor sidste sæson af serien blev udgivet i bog-format.

## Filmatisering
Fortællingen blev filmatiseret i 2005 under titlen Nynne med Mille Dinesen i hovedrollen som Nynne og Jonas Elmer som instruktør. Manuskriptet var skrevet af Mette Heeno, som fik rådgivning fra Susanne Bier til adaptationen. Lind og Thorsen var ikke involveret i filmens produktion. Filmen solgte over 400.000 biografbilletter i Danmark. I 2006 blev en efterfølger annonceret. Jonas Elmer skulle vende tilbage som instruktør, mens filmen blev produceret af hans nye produktionsselskab Bebop. Filmen fik finansiel støtte fra Det Danske Filminstitut og havde en planlagt premieredato i 2007.
Parallelt med udviklingen af en efterfølger i form af en biograffilm, blev karakteren lavet til tv-serien Nynne, som første gang blev sendt på TV3 i efteråret 2006. Lanceringen af tv-serien var præget af juridiske slagsmål, der var baseret på spørgsmål om hvorvidt producenten af tv-serien, Angel Film, havde ret til at benytte Nynne-figuren i den sammenhæng. Efter seriens afslutning blev filmen Nynne 2 droppet.